# Jacob Collier
Jacob Collier (født 2. august 1994) er en britisk multi-musiker, producer og seksdobbelt grammyvinder.

## Diskografi
| Titel                                                       | Albumdetaljer                                                                                              | Højeste hitlisteplacering | Højeste hitlisteplacering | Højeste hitlisteplacering | Højeste hitlisteplacering | Højeste hitlisteplacering | Højeste hitlisteplacering | Højeste hitlisteplacering |
| Titel                                                       | Albumdetaljer                                                                                              | US Heat.                  | US Indie                  | US Contemporary Jazz      | US Jazz                   | US Classical              | US Classical Cross.       | US Folk Sales             |
| ----------------------------------------------------------- | --- | ------------------------- | ------------------------- | ------------------------- | ------------------------- | ------------------------- | ------------------------- | ------------------------- |
| In My Room                                                  | - Udgivet: 1. juli 2016 - Pladeselskab: Membran - Formats: CD, LP, digital download                        | 10                        | 50                        | 1                         | 3                         | —                         | —                         | —                         |
| Djesse Vol. 1 (with the Metropole Orkest and Jules Buckley) | - Udgivet: 7. december 2018 - Pladeselskab: Hajanga Records, Geffen, Decca - Formats: CD, digital download | 14                        | —                         | 1                         | 6                         | 6                         | 6                         | —                         |
| Djesse Vol. 2                                               | - Udgivet: 19. juli 2019 - Pladeselskab: Hajanga Records, Geffen, Decca - Format: CD, digital download     | —                         | —                         | —                         | —                         | —                         | —                         | 18                        |